# Auhausen
Auhausen est une commune de Bavière (Allemagne), située dans l'arrondissement de Danube-Ries, dans le district de Souabe.

## Histoire
La ville fut célèbre par l'Union évangélique qu'y conclurent les protestants en 1608.